# Política do cachorro único
A política do cachorro único (一犬一户 Yī quǎn yī hù) é uma política implementada em 2006, que restringe os residentes de Beijing, China de ter mais de um cachorro por família. Ela também proíbe famílias de criarem cães muito grandes (acima de 35,5 centímetros de altura) ou ferozes.  Em Maio de 2011, uma política similar entrou em vigor em Shanghai.

## Causas
A política do cachorro único foi implementada em 2006, quando ficou aparente que a raiva era a doença infecciosa que mais havia matado pessoas naquele ano. A agência oficial de notícias Xinhua News Agency, disse que a raiva havia matado 318 pessoas em Setembro de 2006 e 2,651 pessoas em 2004, o ano com as informações mais recentes disponíveis. Apenas 3% dos cães na China eram vacinados. Em 2005, 69,000 pessoas buscaram atendimento médico para a raiva apenas em Beijing.

## Regulação
A política estabelece um limite legal para cães de até 35,5 centímetros de altura e restringe um cão para cada família no máximo. Não é permitido abandonar os cães, e os donos não os podem levar para lugares públicos como supermercados, parques e áreas de turismo.

## Efeitos
A política causou pequenos protestos (como por exemplo, um do lado de fora do Zoológico de Beijing composto por 200 protestantes). As multas por ter mais de um cão ou ter um cão acima do tamanho limite custam R$2093,75.
A política também provocou reações mistas entre os grupos de direito dos animais. Wayne Pacelle, da Humane Society do Estados Unidos, disse que "o foco deveria ser a vacinação dos animais e não a limitação no número de cães em uma casa". Já a Ingrid Newkirk, presidente da PETA, disse "é triste que tenha chegado a isso, mas para o bem dos cachorros, restringir a quantidade dos mesmos irá parar o impulso de aquisição, encorajar melhor tratamento e irá reduzir o número dos que estão sofrendo nas ruas.".